# Șkolearî, Jovkva
Șkolearî (în ucraineană Школяри) este un sat în comuna Zamociok din raionul Jovkva, regiunea Liov, Ucraina.

## Demografie
Componența lingvistică a localității Șkolearî
     Ucraineană (100%)
Conform recensământului din 2001, toată populația localității Șkolearî era vorbitoare de ucraineană (100%).